# Gurija

Gurija (gruz. გურია) je regija (mhare) u Gruziji, na zapadu zemlje, s izlazom na Crno more. Na površini od 2 033 km2 ima oko 113 000 stanovnika (2014.) Sjedište regije je u Ozurgetiju.

## Zemljopis
Gurija graniči s Megrelijom na sjevero-zapadu, Imeretijom na sjeveru, Samche-Džavahetijom na istoku, Adžarijom na jugu, te Crnim morem na zapadu. Površina regije je 2 033 km2.
Podijeljena je na četiri entiteta (3 okruga i 1 grad):
- Grad Ozurgeti
- Ozurgetski okrug
- Lančhutski okrug
- Čohataurski okrug

## Povijest
Teritorij sadašnje Gurije bio je dio kraljevstva Kolhide, na Zapadu poznatom po priči o Zlatnom runu. Nakon raspada Kolhidskog kraljevstva postala je dijelom Lazičkog kraljevstva u prvom stoljeću prije Krista. U antici je to područje bilo značajan izvor željeza, već u petom stoljeću prije Krista, a također i bakra i zlata.
Gurija se prvi put pojavljuje oko 1352. godine kao feud kuće Vardanidze-Dadiani; a nakon 1463. godine postala je suverena kneževina neovisna o Kraljevini Gruziji pod ogrankom te kuće, kasnije poznate pod nazivom Gurieli. Kneževina, koja se sastoji od moderne Gurije i većeg dijela Adžarije s gradom Batumijem, naknadno se smanjila površinom, te je devastirana u nizu sukoba s Osmanskim Carstvom. Ugovorom sklopljenim 19. lipnja 1810. godine, između Mamije V. Gurielija i Ruskog Carstva, uspostavljena je kao ruski protektorat, a 1829. godine, za vrijeme regentstva posljednjeg kneza Davida Gurielija, kneževina je pripojena Rusiji.
U par navrata podizani su ustanci protiv ruske vlasti, 1819., te 1841. godine. Proglašena je županijom (ujezd) 1840. godine, i preimenovana u Ozurgeti, po jednom od svojih većih gradova. Nastankom Kutaiske gubernije 1846. godine, postaje njenim sastavnim dijelom. Do 1904. godine stanovništvo je brojilo nešto manje od 100.000 ljudi, zauzimajući površinu od približno 532.000 hektara (2.150 km2) planina i močvarnih dolina, prekrivenih poljima kukuruza, vinogradima i plantažama čaja. To je bilo etnički najhomogenije gruzijsko područje, s ruralnim stanovništvom i manjim seoskim plemstvom koji su činile gotovo cjelokupno stanovništvo, s visokom razinom pismenosti i relativno visokim stupnjem ekonomskog samozadovoljstva.
Prosvjedni pokret seljaka, koji je nastao 1902. godine i kulminirao otvorenom pobunom protiv vlasti tijekom Ruske revolucije 1905. godine, bio je najučinkovitiji i najorganiziraniji seljački pokret u Carstvu. Seljačka samouprava, takozvana Gurijanska republika, opstala je do 1906. godine, kada je slomljena, a Gurija opustošena od strane kozačke kaznene ekspedicije. Regija je bila izvorna baza moći Gruzijske socijaldemokratske (menševičke) partije koja je dominirala Demokratskom Republikom Gruzijom od 1918. do 1921. godine. Gurija je bila poprište gerilskog otpora vojno nametnutoj sovjetskoj vlasti početkom 1920-ih. Pod sovjetskom vladom, Gurija je bila agrarna oblast podijeljena na tri upravna okruga. Godine 1995. gruzijska vlada dekretirala je stvaranje regije (mhare) Gurije, vraćajući povijesno ime pokrajine u službenu upotrebu.

## Vanjske poveznice
- Gruzijski turistički vodič - Gurija